# Biografielijst Zh

## Zha

Zhang Heng

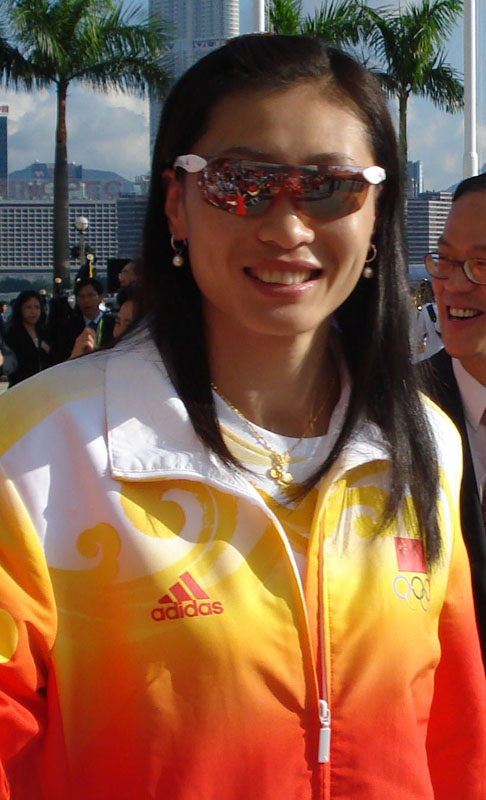
Zhang Ning

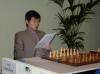
Zhong Zhang (foto: Carla Amse)

- Liroy Zhairi (1989), Israëlisch voetballer
- Caroline Zhang (1993), Amerikaans kunstschaatsster
- Zhang Chunqiao (1917-2005), Chinees politicus, auteur en politiek filosoof
- Zhang Dan (1985), Chinees kunstschaatsster
- Zhang Daoling (34-156), Chinees daoïst en daoshi
- Zhang Fei (167-221), Chinees generaal
- Zhang Guohua (1914-1972), Chinees politicus en militair
- Zhang Hao (1984), Chinees kunstschaatser
- Zhang Hao-Fu (1952), Chinees componist, muziekpedagoog, pianist en violist
- Zhang Heng (78-139), Chinees astronoom, wiskundige, uitvinder en geleerde
- Zhang Henshui (1895-1967), Chinees schrijver
- Zhang Huan (1965), Chinees beeldhouwer, installatiekunstenaar en fotograaf
- Zhang Jike (1988), Chinees tafeltennisser
- Zhang Jie (1937), Chinees schrijfster
- Zhang Jingwu (1906-1971), Chinees politicus en luitenant-generaal
- Zhang Juanjuan (1981), Chinees boogschutter
- Zhang Jun (1977), Chinees badmintonspeler
- Zhang Kexin (2002), Chinees freestyleskiester
- Lian-wei Zhang (1965), Chinees golfer
- Zhang Lin (1987), Chinees zwemmer
- Zhang Ning (1975), Chinees badmintonspeelster
- Zhang Qian (ca. 195-ca. 114 v.Chr.), ontdekkingsreiziger en diplomaat in het Chinese Keizerrijk
- Zhang Qingli (1951), Chinees bestuurder
- Zhang Rui (1979), Chinees tafeltennisspeelster
- Zhang Sanfeng, Chinees taoïstisch priester
- Zhang Shuai (1989), Chinees tennisspeelster
- Zhang Shuang (1986), Chinees langebaanschaatsster
- Zhang Shujing (1978), Chinees atlete
- Zhang Wenxiu (1986), Chinees atlete
- X.L. Zhang, geboren als Zhang Xianliang, (1936), Chinees schrijver
- Zhang Xiangxiang (1983), Chinees gewichtheffer
- Zhang Xiaogang (1958), Chinees kunstenaar
- Xiao Kang Zhang (1640-1663), Chinees keizerlijk gemalin
- Zhang Xin (1985), Chinees freestyleskiester
- Xin-jun Zhang (1986), Chinees golfspeler
- Zhang Xueliang (1901-2001), Chinees staatsman
- Zhang Yingying (1990), Chinees atlete
- Zhang Yining (1982), Chinees tafeltennisster
- Zhang Yiwei (1992), Chinees snowboarder
- Zhang Yueran (1982), Chinees schrijfster
- Zhendong Zhang (1992), Chinees autocoureur
- Zhang Zhidong (1837-1909), Chinees onderwijshervormer
- Zhang Zhong (1978), Chinees schaker
- Zhang Zhongjing (150-219), Chinees dokter gespecialiseerd in de traditionele Chinese geneeskunde
- Zhang Zhongqi (1982), Chinees langebaanschaatser
- Zhang Ziyi (1979), Chinees filmactrice
- Zhang Zuolin (1873-1928), Chinees krijgsheer
- Zhao Chengliang (1984), Chinees atleet
- Zhao Erfeng (1845-1911), Chinees ambtenaar en amban in Tibet
- Zhao Fengting, Chinees atlete
- Zhao Gao (+207 v.Chr.), Chinees eunuch
- Zhao Hongbo (1973), Chinees kunstschaatser
- Zhao Jin (1988), Chinees zwemster
- Zhao Jing (1990), Chinees zwemster
- Zhao Jingshen (1902-1985), Chinees schrijver, vertaler en uitgever
- Zhao Shuai (1995), Chinees taekwondoka
- Zhao Xue (1985), Chinees schaakster
- Zhao Ziyang (1919-2005), Chinees politiek leider
- Nabil El Zhar (1986), Marokkaans-Frans voetballer

## Zhe
- Cao Zhen (185-231), Chinees generaal
- Zheng He (ca. 1371-ca. 1435), Chinees admiraal
- Zheng Jie (1983), Chinees tennisster
- Zheng Ruozeng (16e eeuw), Chinees geograaf
- Zheng Xiaoying (1929), Chinees dirigente
- Zhengde (1491-1521), Chinees keizer (1505-1521)
- Wang Zhengjun (71 v.Chr.-13 n.Chr.), Chinees keizerin (48-33 v.Chr.)
- Zhengtong (1427-1464), Chinees keizer (1435-1449)
- Zhenli Ye Gon (1963), Chinees-Mexicaans farmaceut en zakenman
- Li Zhesi (1993), Chinees zwemster
- Zheyun Ye, Chinees zakenman

## Zhi
- Cao Zhi (192-232), Chinees dichter
- Zhai Zhigang, Chinees ruimtevaarder
- Nelli Zhiganshina (1987), Russisch-Duits kunstschaatsster
- Qin Zhijian (1975), Chinees tafeltennisser
- Li Zhisui (1919-1995), Chinees lijfarts van Mao Zedong

## Zho

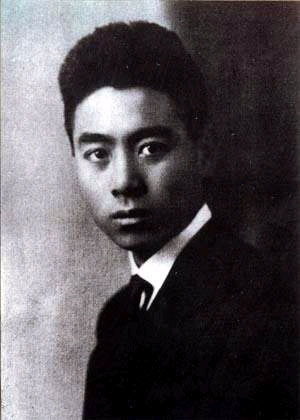
Zhou Enlai (1917)

- Zhang Zhong (1978), Chinees schaker
- Zhang Zhongjing (150-219), Chinees dokter gespecialiseerd in de traditionele Chinese geneeskunde
- Xia Zhong Kang, Chinees heerser
- Zhang Zhongqi (1982), Chinees langebaanschaatser
- Yuan Zhou, Chinees tibetoloog en geschiedkundige
- Zhou Chunxiu (1978), Chinees atlete
- Zhou Enlai (1898-1976), Chinees politicus
- Zhou Guanyu (1999), Chinees autocoureur
- Zhou Haibin (1985), Chinees voetballer
- Zhou Hang (1993), Chinees freestyleskiër
- Zhou Huanwang, koning van China (719-679 v.Chr.)
- Zhou Long (1953), Amerikaans componist, muziekpedagoog en pianist
- Zhou Pingwang, geboren als Ji Yijiu, Chinees heerser (770-720 v.Chr.)
- Vincent Zhou (2000), Amerikaans kunstschaatser
- Zhou Xuan (1918-1957), Chinees zangeres en actrice
- Zhou Yafei (1984), Chinees zwemster
- Zhou Yanxin (1990), Chinees zwemster
- Zhou Yongkang (1942), Chinees politicus
- Zhou Youguang (1906-2017), Chinees taalkundige
- Zhou Youwang, geboren als Ji Gongnie, Chinees heerser (781-771 v.Chr.)
- Zhou Yu (175-210), Chinees militair strateeg

## Zhu
- David Zhu (1990), Chinees autocoureur
- Xia Zhu, Chinees heerser
- Zhu Chen (1976), Chinees schaakster
- Zhu De (1886-1976), Chinees premiejager, opiumverslaafde en later staatshoofd en militaire leider
- Zhu Jianhua (1963), Chinees atleet
- Zhu Qianwei (1990), Chinees zwemster
- Zhu Shijie (1270-1330), Chinees wiskundige
- Zhu Xi (1130-1200), Chinees confucianistisch geleerde
- Zhu Xiaolin (1984), Chinees atlete
- Zheng Zhuang Gong (8e eeuw v.Chr.), hertog van Zheng (743-701 v.Chr.)
- Zhuang Zedong (1940), Chinees tafeltennisser
- Zhuangzi (ca. 369-286 v.Chr.), Chinees dichter en taoïstisch filosoof
- Zhuge Liang (181-234), Chinees strateeg en minister
- Li Zhuhong (1983), Chinees atlete
- Dai Zhuowen (1903-1931), Chinees communist